# Lukáš Pazdera
Lukáš Pazdera (6 marzo 1987) è un calciatore ceco, difensore del Baník Ostrava.

## Palmarès
- Coppa della Repubblica Ceca: 1

Fastav Zlín: 2016-2017